# هاري جيمس
هاري جيمس (بالإنجليزية: Harry James)‏ (و. 1916 – 1983 م) هو بواق، وقائد فرقة ‏، وموزع، وعازف جاز، وممثل أفلام، من الولايات المتحدة، ولد في ألباني، توفي في لاس فيغاس، نيفادا، عن عمر يناهز 67 عاماً، بسبب لمفوما.

## وصلات خارجية
- هاري جيمس على موقع IMDb (الإنجليزية)
- هاري جيمس على موقع الموسوعة البريطانية (الإنجليزية)
- هاري جيمس على موقع مونزينجر (الألمانية)
- هاري جيمس على موقع ألو سيني (الفرنسية)
- هاري جيمس على موقع ميوزك برينز (الإنجليزية)
- هاري جيمس على موقع أول موفي (الإنجليزية)
- هاري جيمس على موقع قاعدة بيانات برودواي على الإنترنت (الإنجليزية)
- هاري جيمس على موقع قاعدة بيانات الأفلام السويدية (السويدية)
- هاري جيمس على موقع إن إن دي بي (الإنجليزية)
- هاري جيمس على موقع أول ميوزيك (الإنجليزية)